# Каролін Флорейн
Каролін Флорейн (нід. Karolien Florijn, нар. 6 квітня 1998) — нідерландська веслувальниця, олімпійська чемпіонка 2024 року, срібна призерка Олімпійських ігор 2020 року, чемпіонка світу та Європи.

## Виступи на Олімпіадах
| Олімпіада  | Дисципліна | Місце |
| ---------- | ---------- | ----- |
| Токіо 2020 | четвірки   | 2     |
| Париж 2024 | одиночки   | 1     |

## Зовнішні посилання
- Каролін Флорейн на сайті FISA.